# 2019年朝俄首腦會談
2019年朝俄首腦會談（朝鲜语：／，俄語：2019）是由朝鲜国务委员会委员长金正恩與俄羅斯總統弗拉基米尔·普京於2019年4月25日在俄羅斯海參崴會見。這是繼朝鮮國防委員會委員長金正日於2011年在烏蘭烏德與時任總統梅德韋傑夫會談後朝鮮最高領導人再次訪問俄羅斯，也是金正恩自2011年接班以來首次訪問該國。

## 背景

### 會談契機
朝鮮和蘇聯本為盟友，隨著蘇聯解體和冷戰結束，繼承的俄羅斯減少與北韓的往來，關係轉冷。隨著俄羅斯與西方國家關係惡化，莫斯科需要取得其它國家的支持，於是朝俄關係回暖。在2011年，金正日就與梅德韋傑夫會晤。2019年2月27日至28日，金正恩與美國前總統當勞·特朗普在越南河內舉行第二次朝美首腦會談，但最終談判破裂，制裁也未能得到解除。因此，北韓需要別的國家從旁協助。另一方面，俄羅斯在朝鮮半島無核化的談判過程中被冷落。為增加在這方面的發言權，俄羅斯需要與北韓接觸。這造就了兩國舉行首腦會談。

### 落實會談
俄通社-塔斯社於2019年4月3日發表新聞稿，指俄羅斯向朝鮮最高領導人金正恩發出國事訪問的邀請，並期待平壤能作出回應。與此同時，俄羅斯內務部部長弗拉基米爾·科洛科利采夫訪問平壤，被南韓傳媒解讀為兩國即將進行首腦會談的徵兆。4月11至12日，北韓舉行第14屆最高人民會議的第一次會議，代議員之一的駐俄羅斯大使金亨峻於16日才返回俄羅斯，被認為是替日後的首腦會談作準備才在會後逗留平壤數天。18日，金正恩答應了俄羅斯的邀請。接著，克里姆林宮於22日表示首腦會談的準備工作已進入最後階段。翌日，朝鮮中央通訊社也宣告金正恩將會出訪俄羅斯與普京會談，但未透露具體日期。

### 準備會談
就在平壤公佈金正恩將出訪俄羅斯之際，金正恩秘書室室長金昌善率領30多名先遣隊來到符拉迪沃斯托克，其專車也同樣運送到當地。符拉迪沃斯托克的主要道路掛上俄羅斯國旗和朝鮮民主主義人民共和國國旗，金正恩下塌的酒店和到訪的景點也加強了保安。

## 會談過程

### 會談前夕
朝鮮中央通訊社報導金正恩與隨行官員於4月24日凌晨時份乘坐專用列車出發。4月24日下午6時，金正恩抵達符拉迪沃斯托克站，獲得外交部副部長莫古爾羅夫、遠東發展部部長亞歷山大·科茲羅夫及濱海邊疆區區長謝爾蓋·米哈伊洛維奇·達利金迎接。在這里，金正恩表示早已聽聞關於俄羅斯的事，並且一直期待來到該國。隨後，他接受國營媒體俄羅斯環球頻道單獨訪問，期待通過是次會晤穩定地區的政局，以及與俄方進行「有益的對話」。

### 正式會談
普京與金正恩於2019年4月25日下午2時在遠東聯邦大學單獨會面。在會面前，金正恩稱全世界的焦點都集中在朝鮮半島上，此次會談將就朝鮮半島政策進行評估和交換意見，並在今後共同協調研究。因此，這次會談有重大的意義。之後，普京回應俄方樂意看到朝美關係正常化，並期待朝俄關係能更進一步。單獨會面進行約兩小時，兩國領導人宣稱「為了讓目前的情況有更好的發展前景」，雙方已就互相關心的問題交換了意見。
隨後，兩國舉行擴大會議。北韓的代表除金正恩外還有外務相李勇浩以及第一副相崔善姬﹔俄方代表包括普京、副總理兼遠東聯邦管區全權代表尤裡·特魯特內夫、遠東聯邦管區外交部長謝爾蓋·拉夫羅夫、交通部長耶夫格尼·迪特裡奇、遠東開發部部長奧列克·白俄羅斯洛夫、能源部副部長阿納托利·亞諾夫斯基、總統外交事務助理尤裡·烏沙科夫、克里姆林宮發言人德米特裡·佩斯科夫、遠東聯邦管區副總理科爾羅夫、總統外交事務助理梅斯科夫、俄羅斯總統外交事務發言人德米特裡·佩斯科夫、俄羅斯駐北韓大使亞歷山大-馬切戈拉。會上，兩國用三小時談及雙方關係、制裁問題、經濟合作以及朝鮮半島無核化等議題。普京指俄羅斯在無核化的立場「與平壤相近」，並指北韓也希望實現無核化。
普京對韓朝對話和朝美關係正常化表示支持，並承諾將會繼續努力，減少朝鮮半島的磨擦；又表示若果朝鮮半島進行無核化，和平處理乃唯一方法，另外國際應該保證朝鮮的國家安全。金正恩則表示雙方就確保朝鮮安全和和平進行「坦率和有意義」的對話，普金會其中一目的是以前瞻性目光發展朝俄雙方關係。
接著，兩國舉行晚宴。李勇浩和崔善姬伴同金正恩，尤裡·特魯特內夫、謝爾蓋·拉夫羅夫和尤裡·烏沙科夫陪同普京出席儀式。金正恩致辭肯定兩國的關係，並指要繼續與俄方就朝鮮半島的和平議題深入合作。普京則表示要用和平的手法解決核問題，並且願意與北韓合作緩和朝鮮半島的緊張局勢。

### 正式會談後
4月26日中午12時，金正恩出席紀念陣亡二次大戰蘇聯士兵的獻花活動。該活動原定於上午10時進行，但因降雨而延遲了兩個小時。之後，金正恩與濱海邊疆區區長謝爾蓋·米哈伊洛維奇·達利金於近郊一間餐廳共進午餐，金正日在2002年訪問俄羅斯時也曾在該餐廳用饍。
其後金正恩返回朝鮮。同日，《朝中社》抨擊美國不友善，金正恩在會談中指出，將朝俄關係提升到更高階段是時代和歷史所賦予的責任，又指美國在2月的越南「特金會」中採取單方面、非善意的態度，令朝鮮半島的局勢陷入僵局。外界認為，「普金會」後的朝鮮局勢或返回「特金會」前的情況。

## 后续情况
4月26日下午，金正恩搭乘专列离开符拉迪沃斯托克，结束对俄罗斯的首次访问。他比原定计划提前了4个半小时离开，但原因仍然是个谜。普京在与金正恩会谈共进晚宴后，飞抵北京参加一带一路高峰论坛。

## 反应
考虑到俄罗斯本身对朝鲜的核计划和洲际弹道导弹计划的担忧，卡内基莫斯科中心主任德米特里·特雷宁表示，俄罗斯总统普京可能会激励朝鲜的金正恩继续与美国政府进行建设性会谈。

## 資料來源
1. ↑  . 韓聯社. 2019-04-25  [2019-04-25]. （原始内容存档于2018-09-08） （韩语）.
2. 1 2  . 韓聯社. 2019-04-23  [2019-04-23]. （原始内容存档于2018-09-08） （韩语）.
3. ↑  . 中国网.   [2021-11-08]. （原始内容存档于2021-11-08）.
4. 1 2 3 4 5 6  . BBC News. 2019-04-03  [2019-04-23]. （原始内容存档于2019-09-15）.
5. ↑  . 央视网(cctv.com).   [2021-11-08]. （原始内容存档于2021-11-08）.
6. ↑  . 俄通社-塔斯社. 2019-04-03  [2019-04-23]. （原始内容存档于2020-11-07） （英语）.
7. ↑  . KBS News. 2019-04-06  [2019-04-23]. （原始内容存档于2018-09-08） （韩语）.
8. ↑  . MK News. 2019-04-16  [2019-04-23]. （原始内容存档于2018-09-08） （韩语）.
9. ↑  . BBC News. 2019-04-19  [2019-04-23]. （原始内容存档于2018-09-08） （韩语）.
10. ↑  . 韓國經濟日報. 2019-04-22  [2019-04-23]. （原始内容存档于2018-09-08） （韩语）.
11. 1 2  . 韓聯社. 2019-04-23  [2019-04-23]. （原始内容存档于2018-09-08） （韩语）.
12. ↑  . 韓聯社. 2019-04-24  [2019-04-24]. （原始内容存档于2018-09-08） （韩语）.
13. ↑  . 韓聯社. 2019-04-24  [2019-04-24]. （原始内容存档于2018-09-08） （韩语）.
14. ↑  . 美聯社. 2019-04-24  [2019-04-24]. （原始内容存档于2020-11-07） （英语）.
15. ↑  . 韓聯社. 2019-04-24  [2019-04-24]. （原始内容存档于2018-09-08） （韩语）.
16. 1 2  . 韓聯社. 2019-04-25  [2019-04-25]. （原始内容存档于2018-09-08） （韩语）.
17. ↑  . 韓聯社. 2019-04-25  [2019-04-25]. （原始内容存档于2018-09-08） （韩语）.
18. ↑  . 韓聯社. 2019-04-25  [2019-04-25]. （原始内容存档于2018-09-08） （韩语）.
19. ↑  . 韓民族日報. 2019-04-25  [2019-04-25]. （原始内容存档于2018-09-08） （韩语）.
20. ↑  . 韓民族日報. 2019-04-25  [2019-04-25]. （原始内容存档于2018-09-08） （韩语）.
21. ↑  . The Standard.   [2019-04-28]. （原始内容存档于2019-09-15） （英语）.
22. ↑  . The Business Times. 2019-04-26  [2019-04-28]. （原始内容存档于2020-10-24） （英语）.
23. ↑  Kramer, Andrew E.; Sang-Hun, Choe. . The New York Times. 2019-04-25  [2019-04-28]. ISSN 0362-4331. （原始内容存档于2019-04-26） （美国英语）.
24. ↑  . 2019-04-25  [2019-04-28]. （原始内容存档于2020-06-21） （美国英语）.
25. ↑  . www.cbsnews.com.   [2019-04-28]. （原始内容存档于2021-01-02） （美国英语）.
26. ↑  Welle (www.dw.com), Deutsche. . DW.COM.   [2019-04-28]. （原始内容存档于2020-11-07） （英国英语）.
27. ↑  Press, Associated. . New York Post. 2019-04-25  [2019-04-28]. （原始内容存档于2020-11-08） （英语）.
28. ↑  . RadioFreeEurope/RadioLiberty.   [2019-04-28]. （原始内容存档于2021-01-11） （英语）.
29. ↑  송상호. . Yonhap News Agency. 2019-04-25  [2019-04-28]. （原始内容存档于2019-04-28） （英语）.
30. 1 2  . 韓聯社. 2019-04-25  [2019-04-25]. （原始内容存档于2018-09-08） （韩语）.
31. ↑  . 韓聯社. 2019-04-26  [2019-04-28]. （原始内容存档于2018-09-08） （韩语）.
32. ↑  . 韓聯社. 2019-04-26  [2019-04-28]. （原始内容存档于2018-09-08） （韩语）.
33. ↑  . 世界新聞網. 2019-04-27  [2019-04-28]. （原始内容存档于2019-04-28） （中文（臺灣））.
34. ↑  凌俊賢. . 香港01. 2019-04-26  [2019-04-28]. （原始内容存档于2019-04-28） （中文（香港））.
35. ↑  . paper.wenweipo.com.   [2019-04-28]. （原始内容存档于2019-04-26）.
36. ↑  . 明報新聞網 - 每日明報 daily news.   [2019-04-28]. （原始内容存档于2019-05-04） （中文（繁體））.
37. ↑  . on.cc東網.   [2019-04-28]. （原始内容存档于2019-04-28） （中文（香港））.
38. ↑  . 环球网.   [2021-11-08]. （原始内容存档于2021-11-08）.
39. ↑  . 环球网.   [2021-11-08]. （原始内容存档于2021-11-09）.
40. ↑  . www.cbsnews.com.   [2021-11-08]. （原始内容存档于2021-01-02）.